# Esgrima nos Jogos Olímpicos de Verão de 1976
A esgrima nos Jogos Olímpicos de Verão de 1976 foi realizada em Montreal, no Canadá, com oito eventos disputados.

## Eventos da esgrima
Masculino: Florete individual | Espada individual | Sabre individual | Florete por equipe | Espada por equipe | Sabre por equipe
Feminino: Florete individual | Florete por equipe

## Masculino

### Florete individual masculino
| Pos. | País                  | Atletas             |
| ---- | --------------------- | ------------------- |
|      | Itália (ITA)          | Fabio dal Zotto     |
|      | União Soviética (URS) | Aleksander Romankov |
|      | França (FRA)          | Bernard Talvard     |

### Espada individual masculino
| Pos. | País                     | Atletas          |
| ---- | ------------------------ | ---------------- |
|      | Alemanha Ocidental (FRG) | Alexander Pusch  |
|      | Alemanha Ocidental (FRG) | Hans-Jürgen Hehn |
|      | Hungria (HUN)            | Győző Kulcsár    |

### Sabre individual masculino
| Pos. | País                  | Atletas            |
| ---- | --------------------- | ------------------ |
|      | União Soviética (URS) | Viktor Krovopuskov |
|      | União Soviética (URS) | Vladimir Nazlymov  |
|      | União Soviética (URS) | Viktor Sidyak      |

### Florete por equipe masculino
| Ouro                                                                                         | Prata                                                                                                   | Bronze                                                                                     |
| FRG Alemanha Ocidental Matthias Behr Thomas Bach Harald Hein Klaus Reichert Erik Sens-Gorius | ITA Itália Fabio dal Zotto Carlo Montano Stefano Simoncelli Giovanni Battista Coletti Attilio Calatroni | FRA França Christian Noël Bernard Talvard Didier Flament Frederic Pietruszka Daniel Revenu |

### Espada por equipe masculino
| Ouro                                                                              | Prata                                                                                          | Bronze                                                                                        |
| SWE Suécia Carl von Essen Hans Jacobson Rolf Edling Leif Högström Göran Flodström | FRG Alemanha Ocidental Alexander Pusch Hans-Jürgen Hehn Reinhold Behr Volker Fischer Hans Jana | SUI Suíça François Suchanecki Michel Poffet Daniel Giger Christian Kauter Jean-Blaise Evequoz |

### Sabre por equipe masculino
| Ouro | Prata                                                                                                | Bronze                                                                             |
| URS União Soviética Viktor Krovopuskov Eduard Vinokurov Viktor Sidyak Vladimir Nazlymov Mikhail Burtsev | ITA Itália Mario Aldo Montano Michele Maffei Angelo Arcidiacono Tommaso Montano Mario Tullio Montano | ROM Romênia Daniel Irimiciuc Ioan Pop Marin Mustaţă Corneliu Marin Alexandru Nilca |

## Feminino

### Florete individual feminino
| Pos. | País                  | Atletas                 |
| ---- | --------------------- | ----------------------- |
|      | Hungria (HUN)         | Ildikó Schwarczenberger |
|      | Itália (ITA)          | Maria Consolata Collino |
|      | União Soviética (URS) | Elena Novikova-Belova   |

### Florete por equipe feminino
| Ouro | Prata | Bronze                                                                                       |
| URS União Soviética Elena Novikova-Belova Olga Knyazeva Valentina Sidorova Nailia Gilizova Valentina Nikonova | FRA França Brigitte Latrille-Gaudin Brigitte Gapais-Dumont Christine Muzio Veronique Trinquet Claudette Herbster-Josland | HUN Hungria Ildikó Schwarczenberger Edit Kovács Magda Maros Ildikó Ujlaki-Rejtő Ildikó Bóbis |

## Quadro de medalhas da esgrima
| Ordem | País                   | Medalha de ouro | Medalha de prata | Medalha de bronze | Total |
| ----- | ---------------------- | --------------- | ---------------- | ----------------- | ----- |
| 1     | URS União Soviética    | 3               | 2                | 2                 | 7     |
| 2     | FRG Alemanha Ocidental | 2               | 2                | 0                 | 4     |
| 3     | ITA Itália             | 1               | 3                | 0                 | 4     |
| 4     | HUN Hungria            | 1               | 0                | 2                 | 3     |
| 5     | SWE Suécia             | 1               | 0                | 0                 | 1     |
| 6     | FRA França             | 0               | 1                | 2                 | 3     |
| 7     | ROM Romênia            | 0               | 0                | 1                 | 1     |
| 7     | SUI Suíça              | 0               | 0                | 1                 | 1     |